# Дембі-Доло
Дембі-Доло — місто в Ефіопії, адміністративний центр зони Келем-Велега.

## Географія
Дембі-Доло розташований на заході країни.

### Клімат
Місто знаходиться у зоні, котра характеризується кліматом тропічних саван. Найтепліший місяць — березень із середньою температурою 22 °C (71.6 °F). Найхолодніший місяць — липень, із середньою температурою 18 °С (64.4 °F).
| Клімат Дембі-Доло       | Клімат Дембі-Доло | Клімат Дембі-Доло | Клімат Дембі-Доло | Клімат Дембі-Доло | Клімат Дембі-Доло | Клімат Дембі-Доло | Клімат Дембі-Доло | Клімат Дембі-Доло | Клімат Дембі-Доло | Клімат Дембі-Доло | Клімат Дембі-Доло | Клімат Дембі-Доло | Клімат Дембі-Доло |
| Показник                | Січ.              | Лют.              | Бер.              | Квіт.             | Трав.             | Черв.             | Лип.              | Серп.             | Вер.              | Жовт.             | Лист.             | Груд.             | Рік               |
| Середня температура, °C | 20,2              | 21,3              | 22                | 21,9              | 20,4              | 18,8              | 18                | 18,1              | 18,5              | 19,4              | 19,6              | 19,7              | 19,8              |
| Норма опадів, мм        | 16.5              | 23.6              | 68.6              | 102.1             | 202.5             | 199.1             | 212.9             | 205.6             | 193.9             | 114.1             | 49.2              | 19.3              | 1407.4            |
| Днів з опадами          | 2,7               | 3,7               | 5,4               | 7,8               | 10,7              | 13,2              | 14,6              | 16,2              | 12,9              | 7,9               | 3,8               | 2,3               | 101,2             |
| Вологість повітря, %    | 35.3              | 32.3              | 35.6              | 45.1              | 58.6              | 65.4              | 73.3              | 74.4              | 69.4              | 65.8              | 51.6              | 41.2              | 54                |
| ----------------------- | ----------------- | ----------------- | ----------------- | ----------------- | ----------------- | ----------------- | ----------------- | ----------------- | ----------------- | ----------------- | ----------------- | ----------------- | ----------------- |
| Джерело: Weatherbase    |                   |                   |                   |                   |                   |                   |                   |                   |                   |                   |                   |                   |                   |